# NGC 2091
NGC 2091 је расејано звездано јато у сазвежђу Златна риба које се налази на NGC листи објеката дубоког неба.
Деклинација објекта је - 69° 26' 14" а ректасцензија 5h 40m 58,1s. Привидна величина (магнитуда) објекта NGC 2091 износи 12,1 а фотографска магнитуда 12,4. NGC 2091 је још познат и под ознакама ESO 57-SC21.